# Cæcilie Rueløkke Christoffersen
Cæcilie Rueløkke Christoffersen (født 24. maj 1992) er en dansk landsholdsrytter, der er dobbelt verdensmester i mountainbike-orientering (MTBO).
Cæcilie Rueløkke Christoffersen, der primært kører MTBO, vandt sin første internationale medalje i MTBO som 20-årig – det blev til en sølvmedalje ved juniorverdensmesterskabet (JWMTBOC) i Ungarn (2012).
Siden har Cæcilie Ruelykke Christoffersen vundet to VM-guld og en VM-sølv i stafet samt to bronzemedaljer ved EM i stafet.
Hun har herudover vundet guld ved fire danmarksmesterskaber i MTBO.
I MTBO er Cæcilie Rueløkke Christoffersens særlige styrker stabilitet og vedholdenhed.

## Karriere
Cæcilie Rueløkke Christoffersen fik debut på MTBO-landsholdet i Italien i 2011, hvor det bl.a. blev til en 4. plads i junior-stafetten.
Cæcilie Rueløkke Christoffersen cykler MTBO for OK ØST Birkerød. Hun kører herudover mountainbike for Dansk Mountainbike Klub (DMK).
Ved siden af den sportslige karriere har hun taget en Bacelor i Idræt (2015), sidefag i matematik og er Kandidat i Human fysiologi ved Københavns Universitet (2017).

## Resultater i MTBO

### VM i MTBO
Cæcilie Rueløkke Christoffersen har som første-rytter på kvinde-stafetten vundet guld ved VM i Bulgarien (2024) og i Finland (2021) og sølv ved VM i Sverige (2022). Alle gange sammen med Nikoline Splittorff og Camilla Søgaard. 

### EM i MTBO
Cæcilie Rueløkke Christoffersen har to gange vundet bronze på kvinde-stafetten: Ved EM i Frankrig (2017) og i Portugal (2014). Begge gange var det sammen med Nina Hoffmann og Camilla Søgaard.

### DM og andre mesterskaber i MTBO
Danske mesterskaber Cæcilie Rueløkke Christoffersen har fire gange vundet guld og en stribe af sølvmedaljer ved Danmarksmesterskaberne (DM) i MTBO. 
I 2023 vandt Cæcilie Rueløkke Christoffersen guld ved DM på lang-distancen og sølv på sprint-distancen.
I 2022 vandt hun guld på både lang-distancen og sprint-distancen, mens det blev til sølv på mellem-distancen.
I 2021 vandt Cæcilie Rueløkke Christoffersen guld på mellem-distancen, sølv på sprint-distancen 
og bronze på lang-distancen.
Der blev ikke afholdt DM i MTBO i 2020 grundet COVID19. 
I perioden 2016-2019 har Cæcilie Rueløkke Christoffersen vundet sølv i samtlige afholdte individuelle discipliner på lang-distancen og mellem-distancen i MTBO – dog bortset fra bronze ved DM på mellem-distancen i 2016.
Andre mesterskaber I 2023 blev Cæcilie Rueløkke Christoffersen den samlede vinder af det tjekkiske MTBO 5-dages løb, idet hun både vandt lang-distancen og massestarten (i øvrigt i samme tid som den danske landsholdsrytter Nikoline Splittorff) samt blev nr. 2 i det femte løb med delvis valgfri rækkefølge af posterne og nr. 3 på sprint-distancen. 
Cæcilie Rueløkke Christoffersen vandt ligeledes lang-distancen ved det tjekkiske MTBO 5-dages løb i 2021 og blev nr. 2 på mellem-distancen.
I 2021 vandt Cæcilie Rueløkke Christoffersen både lang-distancen
og sprint-distancen
ved de østrigske MTBO-dage. I 2017 blev Cæcilie Rueløkke Christoffersen både nr. 1 ved det tyske MTBO-mesterskab
og i den tyske MTBO-Cup.
Medaljeoversigt ved danske mesterskaber
Samlet set er det blevet til fire guldmedaljer, ti sølvmedaljer og tre bronzemedaljer ved de danske mesterskaber i MTBO.
2023
- Guld, Lang – Marbæk
- Sølv, Sprint – Kolding Syd

2022
- Guld, Lang (Store Dyrehave)
- Guld, Sprint (Hillerød Rådhus)
- Sølv, Mellem (Gribskov Vest )

2021
- Guld, Mellem (Grenaa Plantage)
- Sølv, Sprint (Grenaa By)
- Bronze, Lang (Fussingø/Ålum)

2019
- Sølv, Lang (Tisvildehegn)
- Sølv, Mellem (Hedeland)

2018
- Sølv, Lang (Stendal Ulvedal)
- Sølv, Mellem (Houlkær Broddingbjerg)

2017
- Sølv, Lang (Stensbæk)
- Sølv, Mellem (Kolding)

2016
- Sølv, Lang (Fussingø)
- Bronze, Mellem (Haunstrup)

2015
- Bronze, Lang (Hvalsøskovene)

I 2012 vandt Cæcilie Rueløkke Christoffersen sølv på lang-distancen for junior-ryttere.

## Andre udmærkelser
I 2017 modtog Cæcilie Rueløkke Christoffersen pokalen som Årets MTBO-rytter i O.K. ØST Birkerød, mens medlemmerne af Dansk Orienterings-Forbund valgte Cæcilie Rueløkke Christoffersen til årets MTBO-rytter i 2012.
I 2016 tildelte Dansk Orienterings-Forbunds Venner Cæcilie Rueløkke Christoffersen et træningslegat,